# Camparan
Camparan ist eine französische Gemeinde mit 51 Einwohnern (Stand 1. Januar 2022) im Département Hautes-Pyrénées in der Region Okzitanien (zuvor Midi-Pyrénées). Sie gehört zum Arrondissement Bagnères-de-Bigorre und zum Kanton Neste, Aure et Louron.

## Geographie
Die Gemeinde Camparan liegt in den Pyrenäen in der historischen Provinz Bigorre und in der Landschaft Pays d’Aure, etwa drei Kilometer von Saint-Lary-Soulan entfernt und 17 Kilometer nördlich der Grenze zu Spanien.

### Nachbargemeinden
| Vielle-Aure                        | Guchan                                      | Gouaux Avajan          |
| Bourisp                            | Kompassrose, die auf Nachbargemeinden zeigt | Grailhen Vielle-Louron |
| Saint-Lary-Soulan Sailhan Estensan | Azet                                        | Adervielle-Pouchergues |

Der Gemeindehauptort liegt auf über 900 m auf der westlichen Flanke des Vallée d’Aure, durch das der Fluss Neste d’Aure verläuft. Der Ort ist über die Straßen von Estensan, Bourisp und Bazus aus erreichbar. Die Häuser sind rund um die zentral gelegene Kirche und das Rathaus angelegt und dehnen sich entlang der Straße aus. Die Gemeinde hat aufgrund der Höhenlage eine geringe Bevölkerungsdichte. Der höchste Punkt in der Gemeinde ist der 1639 m hohe Gipfel des Rocher des Peyres Aubes.

## Bevölkerungsentwicklung
| Jahr      | 1962 | 1968 | 1975 | 1982 | 1990 | 1999 | 2011 | 2020 |
| Einwohner | 48   | 43   | 42   | 42   | 50   | 54   | 62   | 55   |

## Sehenswürdigkeiten
Die Gemeinde verfügt über mehrere Kulturdenkmäler, die als Monument historique eingestuft sind.
- Église parroissiale Sainte-Luce, Saint-Vincent (deutsch: Pfarrkirche St. Lucia und Vinzenz), erbaut in der Mitte des 19. Jahrhunderts

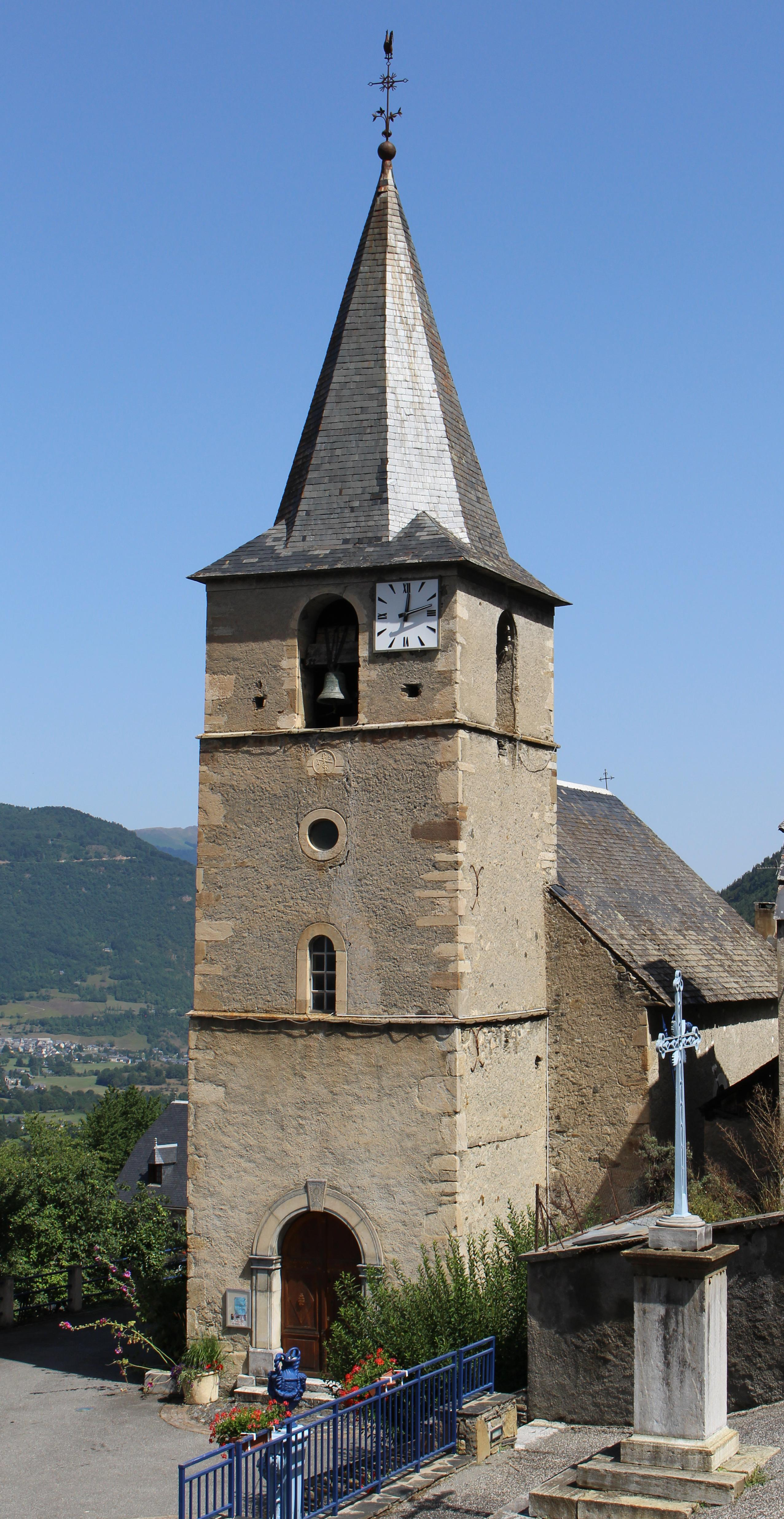
Kirche St. Lucia und Vinzenz
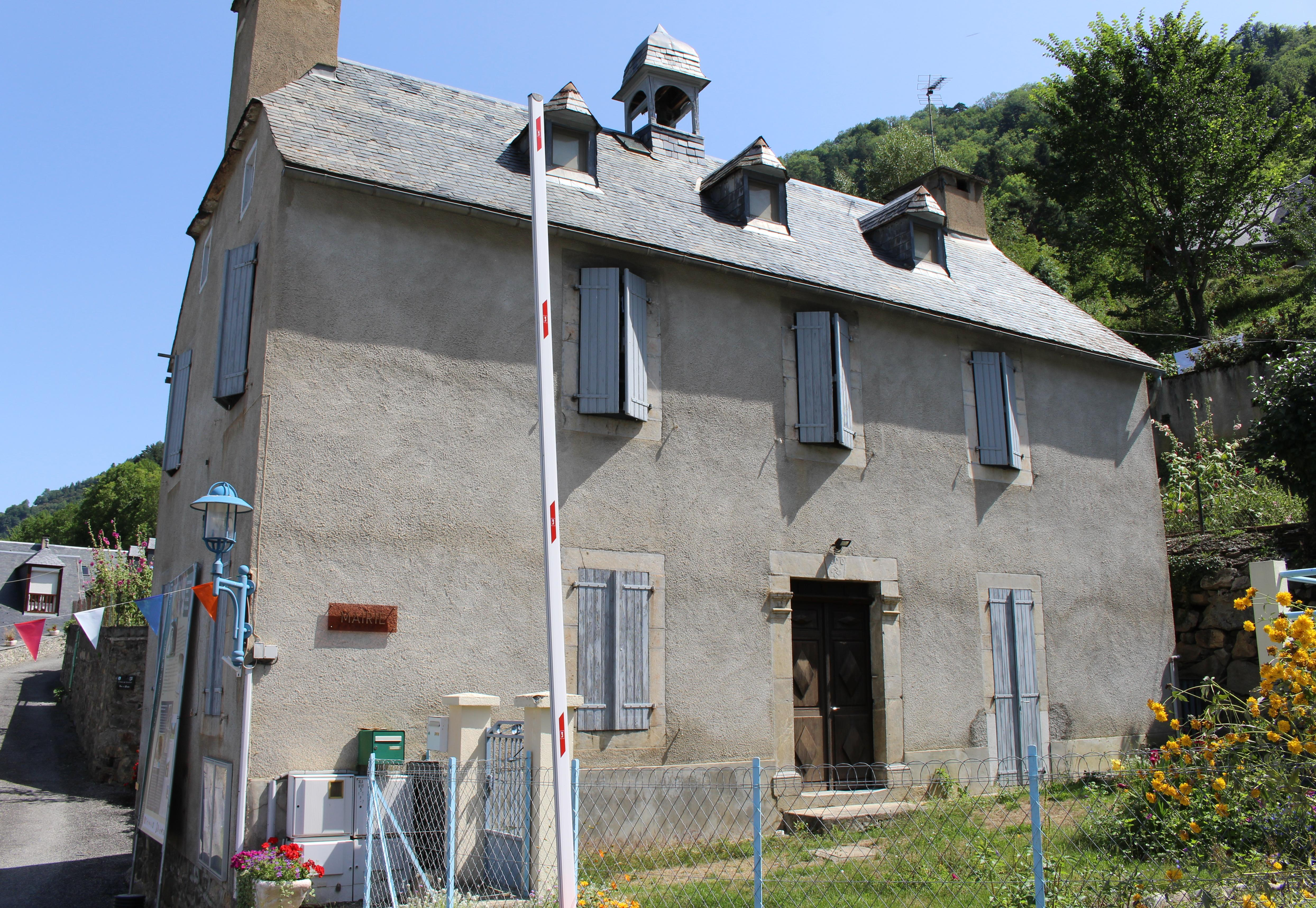
Mairie (Rathaus)
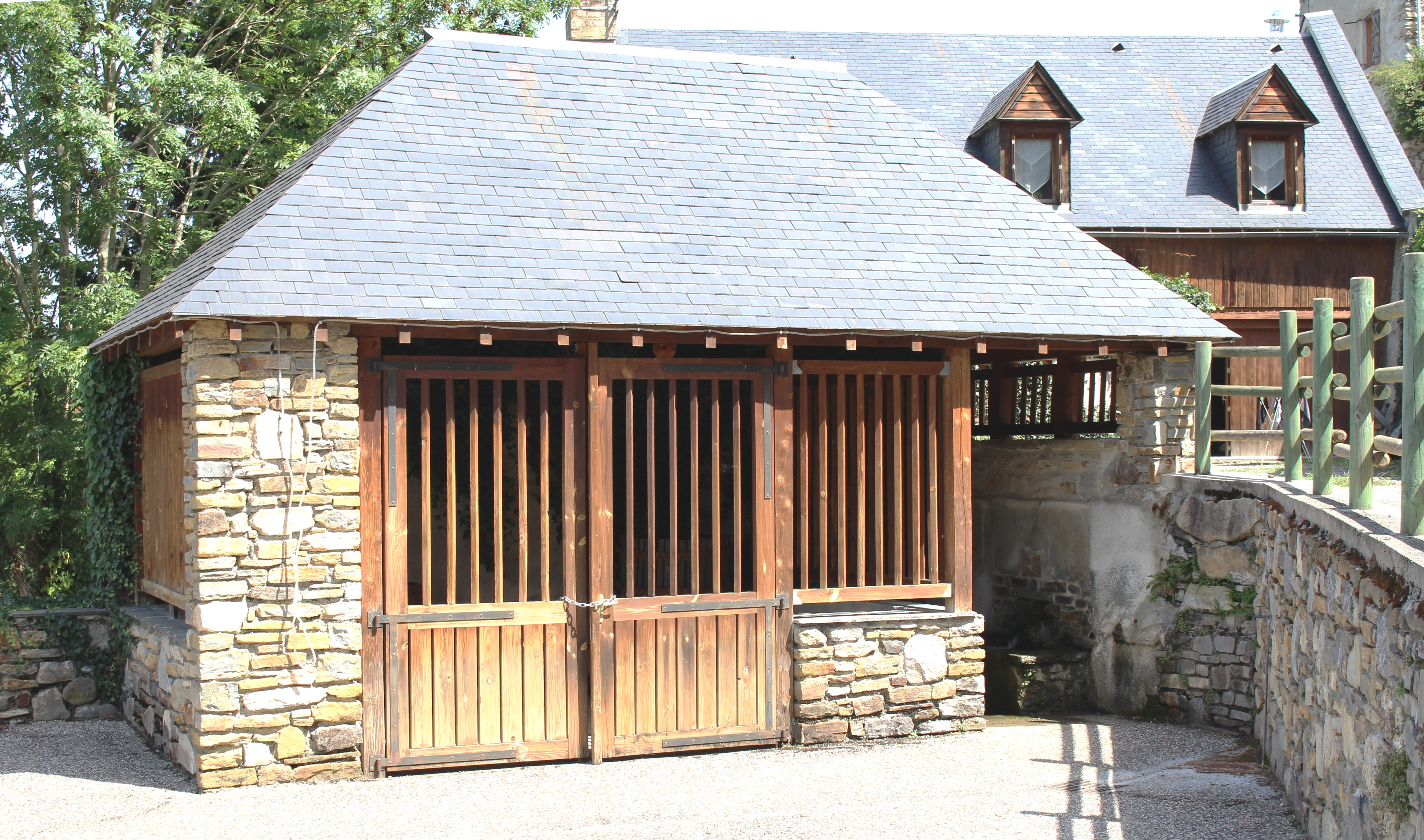
Ehemaliges öffentliches Waschhaus
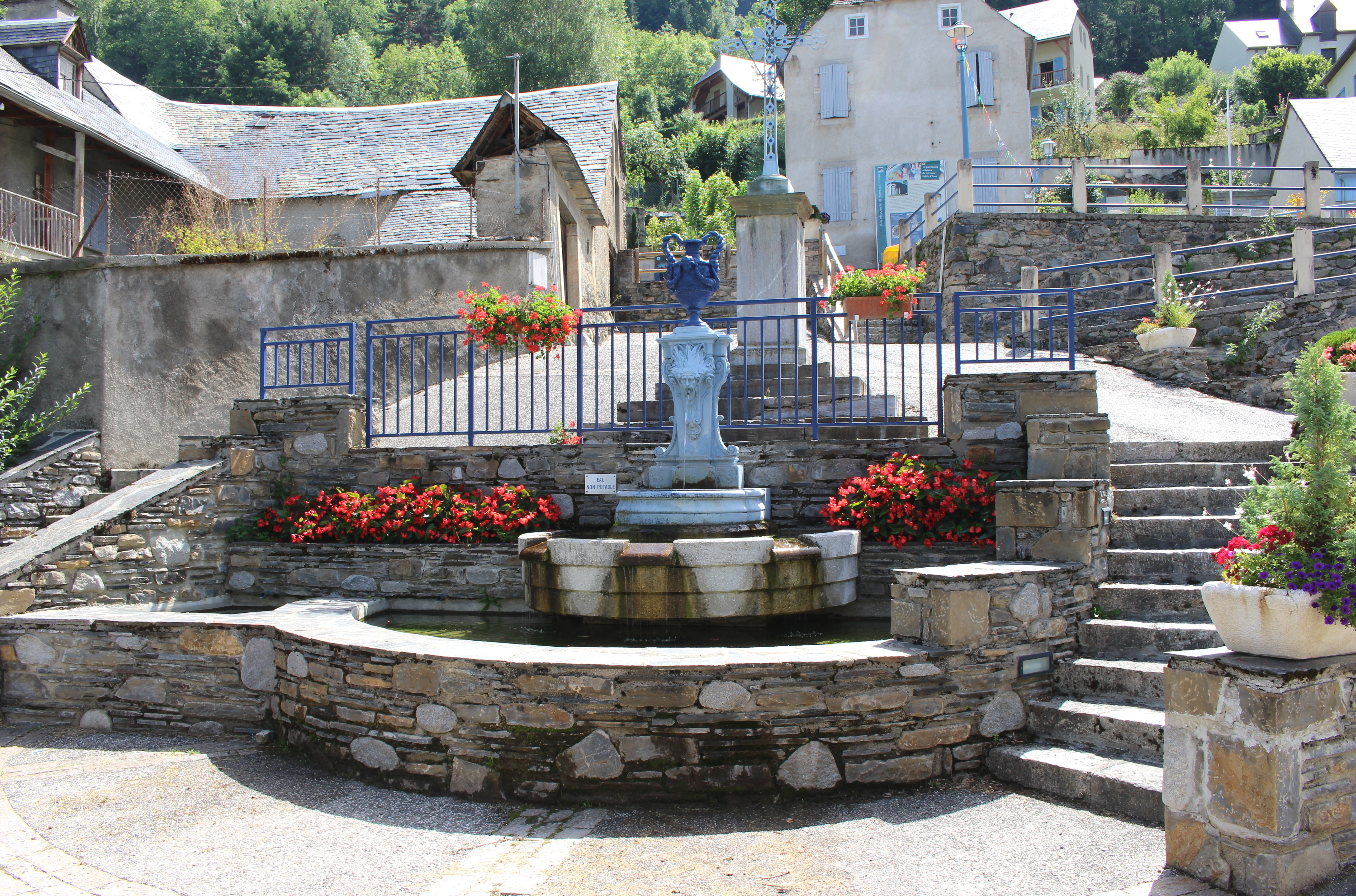
Brunnen